# Le Cavalier du Kansas
Pour plus de détails, voir Fiche technique et Distribution.

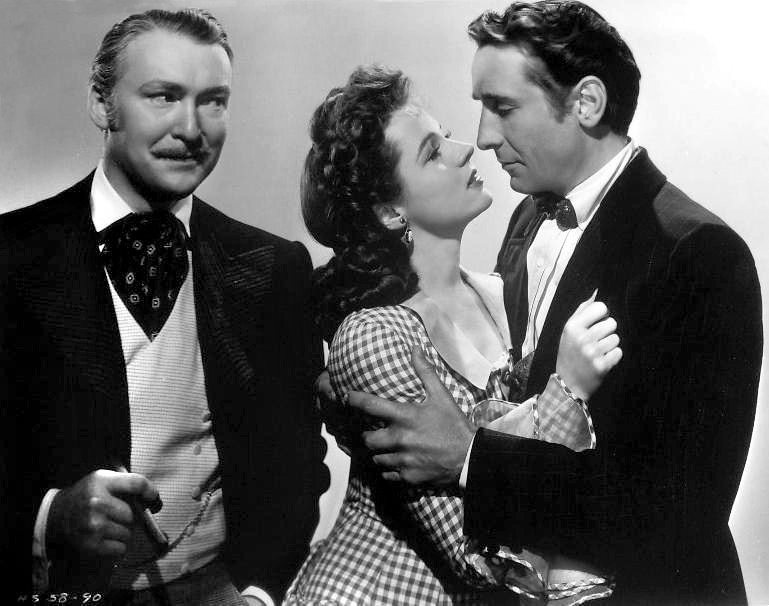
Albert Dekker, Jane Wyatt et Victor Jory
(de g. à d. - photo promotionnelle)

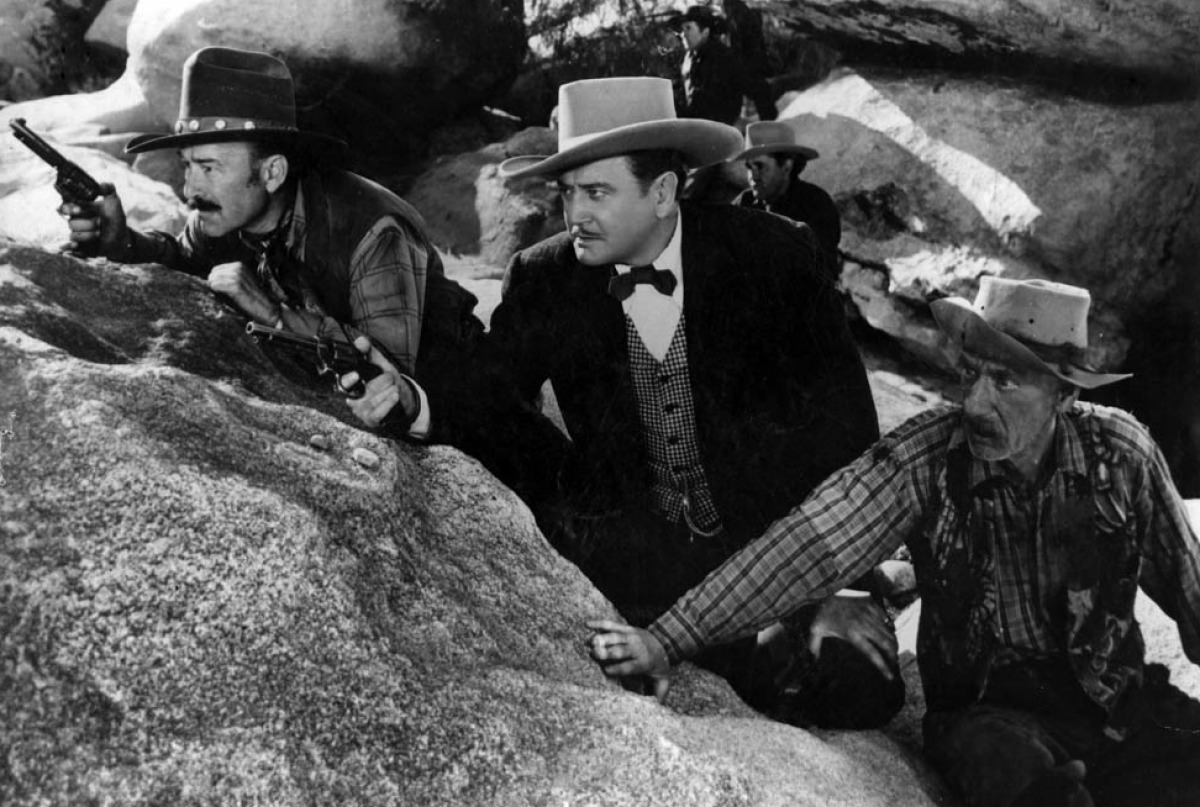
Robert Armstrong, Richard Dix et Clem Bevans
(de g. à d.)

Le Cavalier du Kansas (The Kansan) est un western américain réalisé par George Archainbaud, sorti en 1943.

## Synopsis
S'arrêtant dans une petite ville du Kansas, John Bonniwell accepte le poste de shérif après avoir mis en fuite des hors-la-loi. Tombé amoureux d'Eleanor Sager, la patronne du saloon-hôtel, il est confronté au banquier Jeff Barat qui tente frauduleusement d’accaparer la ville.

## Fiche technique
- Titre : Le Cavalier du Kansas
- Titre original : The Kansan
- Réalisateur : George Archainbaud
- Scénario : Harold Shumate, d'après l'histoire Peace Marshal de Frank Gruber
- Musique : Gerard Carbonara
- Musique additionnelle : Daniele Amfitheatrof et John Leipold (non crédités)
- Directeur de la photographie : Russell Harlan
- Directeur artistique : Ralph Berger
- Décors de plateau : Emile Kuri
- Costumes : Earl Moser
- Montage : Carrol Lewis et Sherman A. Rose (non crédité)
- Producteurs : Harry Sherman et Lewis J. Rachmil (associé)
- Société de production : Harry Sherman Productions
- Société de distribution : United Artists
- Genre : Western
- Noir et blanc - 79 min
- Dates de sortie :
  - États-Unis (pays d'origine) : 10 septembre 1943
  - France : 16 juin 1948

## Distribution
- Richard Dix : John Bonniwell
- Jane Wyatt	: Eleanor Sager
- Albert Dekker : Steve Barat
- Eugene Pallette : Tom Waggoner
- Victor Jory : Jeff Barat
- Robert Armstrong : Malachy
- Beryl Wallace : Serveuse au saloon
- Clem Bevans : Pontier
- Hobart Cavanaugh : Josh Hudkins
- Francis McDonald : Gil Hatton
- Willie Best : Bones
- Douglas Fowley : Ben Nash
- Rod Cameron : Kelso
- Eddy Waller : Ed Gilbert
- Raphael Bennett : Messager

Acteurs non crédités
- Walter Baldwin : Juge Lorrimer
- Byron Foulger : Ed Tracy
- Robert Frazer : Joueur au saloon
- Merrill McCormick : Villageois
- Jack Mulhall : Walter
- George Reeves : Jesse James
- Jason Robards Sr. : Caissier à la banque
- Dan White : Client au saloon

## Récompenses et distinctions
- Nomination à l'Oscar de la meilleure musique de film en 1944, pour Gerard Carbonara.